# B.P.
För andra betydelser, se BP.
B.P. är en tidsangivelse som används vid dateringar gjorda med kol-14-metoden. B.P. är en förkortning av engelska before present, som betyder ’före nutid’. Eftersom nutid är ett relativt begrepp används 1 januari 1950 som fix nollpunkt.
”4 000 B.P.” betyder att mängden kol-14 indikerar att ett objekt är ungefär 4 000 år gammalt, men den siffran är okalibrerad och tar inte hänsyn till att halten av kol-14 har varierat. Enligt en internationell överenskommelse från 1985 anges okalibrerade kol-14-dateringar som antal år B.P., medan kalibrerade anges som B.P. cal eller som ett årtal B.C. cal / A.D. cal (före respektive efter Kristus).
Orsaken till att året 1950 valdes var att det var runt den tidpunkten som Willard Frank Libby (1908–1980, sedermera nobelpristagare) utarbetade kol-14-metoden.